# Primera Nación Alexander
Primera Nación Alexander (en CreeK Kipohtakaw y ᑭᐳᐦᑕᑲᐤ) es una banda de gobierno de las Naciones Originarias de Canadá, con sede a unos 17 kilómetros (10,6 mi) al oeste de Morinville, Alberta y aproximadamente a 56 kilómetros (34,8 mi) al noroeste de Edmonton. Esta Primera Nación forma parte del grupo etnolingüístico Cree, es miembro del Consejo Tribal Yellowhead (una agrupación regional de varias bandas) y es parte del Tratado 6. La banda controla tres reservas indias: Alexander 134, Alexander 134A y Alexander 134B. La reserva principal limita con el condado de Sturgeon y Condado de Lac Ste. Anne.
La Primera Nación Alexander toma su nombre del Jefe Katstaweskum, cuyo nombre de bautismo fue Alexandre, el primer Jefe de la Primera Nación Alexander.

## Población
Para octubre de 2019, la primera nación Alexander  tenía 2.263 miembros oficiales y una población en reserva de 1.057. En marzo de 2017, la Primera Nación tenía 2.500 miembros de la banda. En ese momento, la población de la reserva estaba creciendo a un ritmo 2,5 veces mayor que el de las poblaciones de la zona que no pertenecían a las Primeras Naciones.En 1998, la Nación contaba con 1.343 afiliados oficiales.

## Tierras
En la provisión de tierras de reserva del Tratado 6 de 1877, a la Primera Nación Alexander se le prometieron 128 acres por ciudadano en un acuerdo de derecho a la tierra. Posteriormente, situaciones relacionadas al censo nacional resultaron en una escasez de tierras, y Canadá aceptó un reclamo en 1992 después de que una investigación de las Primeras Naciones demostrara dicha escasez. En una ceremonia formal celebrada en octubre de 1998 en el Salón Comunitario de la Primera Nación Alexander, el gobierno de Canadá, el gobierno de Alberta y la Primera Nación Alexander anunciaron el cumplimiento del Tratado 6. Alexander First Nation recibió6,130 hectares (15,140 acres) adicionales de tierra en su reserva y se depositaron 10 millones de dólares en un fideicomiso para ser utilizados únicamente para la compra de tierras y el beneficio y uso a largo plazo de Alexander y sus miembros. 

### Elecciones
En 2011, las reglas de elegibilidad de los votantes para la Primera Nación fueron cuestionadas por ser discriminatorias, ya que a los miembros de la Primera Nación que no vivían en la reserva no se les permitía votar. 
En una elección del 13 de julio de 2017 los resultados fueron anulados el mes siguiente por una junta de apelaciones que dictaminó que se había violado una regulación que requería el consentimiento unánime del jefe y el consejo para una convocatoria de elecciones anticipadas. Después de los resultados electorales anulados, no había ningún consejo electo para el 31 de agosto de 2017.  En septiembre de 2017, hubo una solicitud judicial para retrasar las siguientes elecciones, con la intención de cambiar las reglas para que los miembros de la banda fuera de las reservas pudieran votar. El 30 de septiembre de 2017, un juez rechazó la solicitud, permitiendo que se llevara a cabo la elección en cuestión. El resultado resultó controvertido, y un grupo argumentó que las normas que prohibían votar a los miembros fuera de la reserva eran discriminatorias. En aquel momento, alrededor de la mitad de los 2.223 miembros de la Primera Nación vivían fuera de la reserva.

### Política social
La misión declarada de la nación es proteger los derechos inherentes al tratado a través de iniciativas tácticas, mejora de la comunidad, desarrollo de leyes y mejora continua.
Los recursos y el apoyo a la comunidad están regulados por el Alexander First Nation Social Development. La Sociedad Wapski Mahikan se creó para apoyar a los niños y las familias dentro de la jurisdicción de la sociedad.  En marzo de 2019, la Primera Nación Alexander en Alberta firmó un memorando de entendimiento con el departamento de servicios infantiles de Alberta, para darle a la nación más voz en cómo cuidar a sus niños. 

## Economía y finanzas
En septiembre de 2016, CBC News informó que algunos residentes de la reserva habían estado esperando postes de electricidad y agua corriente durante seis años, y tres jefes y consejos anteriores dijeron que no había fondos para extender dichas líneas eléctricas. Después de más de 30 años de preocupación por las irregularidades financieras de los miembros de la comunidad, el 10 de marzo de 2016, los concejales de la banda votaron para auditar las actividades laborales de los funcionarios y el personal electos pasados y presentes. La auditoría, realizada a petición del entonces jefe Kurt Burnstick, examinó las actividades desde 2013 hasta 2015 y las conclusiones se presentaron al consejo de la banda el 4 de agosto de 2016. Se encontró 2,1 millones de dólares en pagos inexplicables realizados a un exjefe y personal administrativo, y el documento, que se filtró a CBC, decía que aproximadamente la mitad de los montos inexplicables, que suman más de 1 millón de dólares, fueron pagados al exjefe Herbert Arcand y al actual administrador jefe tribal, con otros fondos destinados a vacaciones personales y casinos. Los acusados cuestionaron las conclusiones y calificaron el informe de incompleto y unilateral. 
Según CBC, su cobertura de la auditoría en septiembre de 2016 había incitado a miembros de la banda con quejas similares de otras reservas a hablar en todo el país en enero de 2017. Como resultado del informe, se informó que algunos miembros de la nación estaban solicitando ayuda a la policía y a los tribunales  y, en agosto de 2016, se presentó una denuncia penal ante la RCMP.  En enero de 2017, tres miembros de la banda demandaron a su exjefe, un actual concejal y un administrador, en el Tribunal de Queen's Bench en Edmonton el 21 de diciembre de 2016. La demanda citaba los 2 millones de dólares en pagos inexplicables a Alphonse Arcand, Allan Paul y el exjefe Herbert Arcand, alegando actos ilegales e inapropiados y abuso ilegal de cargos. 
En julio de 2017, Asuntos Indígenas y del Norte de Canadá informó que 5,3 millones de dólares en pagos de bandas en Alexander carecían de documentación suficiente,  entre abril de 2010 y marzo de 2016.  La auditoría, realizada por Ernst & Young, calculó que 2,5 millones de dólares de esos fondos provenían del INA, y grandes fondos sin respaldo se destinaron a Burnstick y Alphonse Arcand. A petición de la banda, el 11 de septiembre de 2017, las Relaciones Indígenas y Asuntos del Norte en Ottawa afirmaron que un codirector externo estaba trabajando para arreglar las finanzas de la primera nación Alexander.

### Negociaciones sobre oleoductos
Antes de 2013, Pembina Pipeline comenzó a negociar con la Primera Nación Alexander sobre la colocación de un oleoducto cercano a sus tierras, con el apoyo de la comunidad. Después de una batalla legal y regulatoria de tres años con la primera nación Alexander, Pembina decidió cesar las negociaciones y construir su oleoducto en las afueras de la reserva. En marzo de 2017, miembros de la Primera Nación Alexander acusaron al jefe Burnstick de costarle empleos e ingresos a la comunidad con las negociaciones fallidas. 